# Rahmatou Keïta

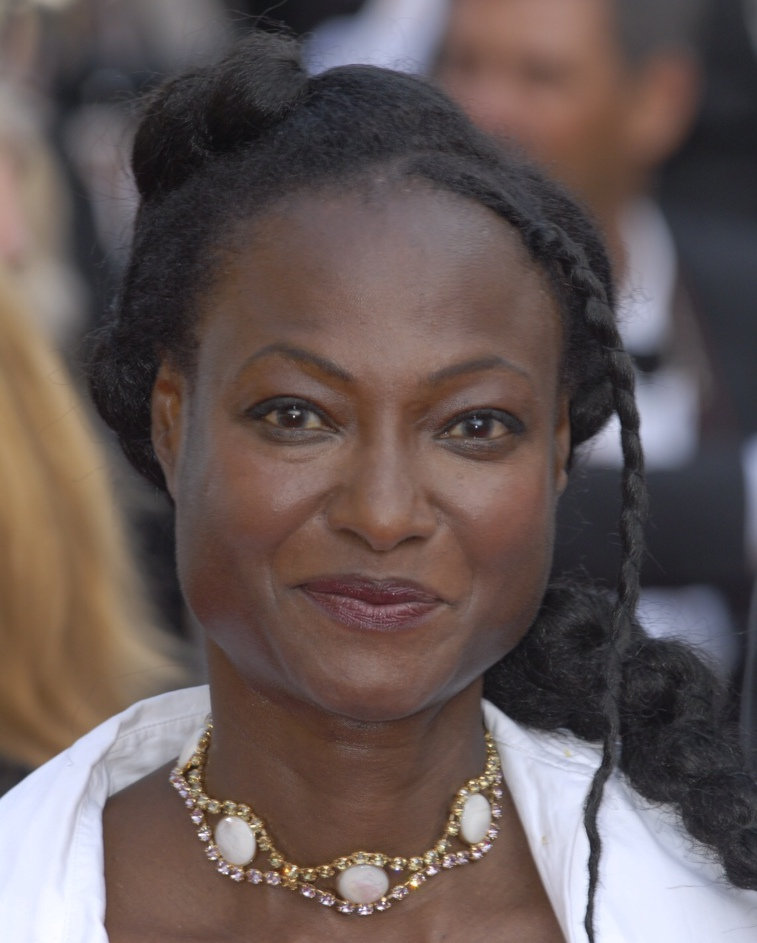
Rahmatou Keïta

Rahmatou Keïta (* 1957 in Niamey) ist eine nigrische Filmregisseurin, Journalistin und Autorin. Sie lebt in Frankreich.

## Leben
Rahmatou Keïta stammt aus einer Fulbe-Songhai-Familie. Sie ließ sich in Paris nieder, wo sie Philosophie und Sprachwissenschaft studierte. Nach ihrem Studium begann sie als Journalistin tätig zu sein, anfangs für Printmedien und Radiostationen.
Ab 1988 arbeitete Keïta als Gestalterin von Reportagen für das französische Fernsehen. Für ihre Beiträge zum Nachrichtenmagazin L’Assiette Anglaise auf Antenna 2 wurde sie zweimal mit dem Fernsehpreis 7 d’or ausgezeichnet. Von 1990 bis 1992 drehte sie im Auftrag der staatlichen nigrischen Rundfunkanstalt ORTN für dessen Fernsehprogramm Télé Sahel die Dokumentarreihe Djassaree über Geschichtenerzähler und Griots in Niger. Für den deutsch-französischen Rundfunkveranstalter Arte war sie von 1992 bis 1997 für die Konzeption, Produktion und Präsentation des Fernsehmagazins Femmes d’Afrique über afrikanische Frauen verantwortlich. Als Arte-Präsentatorin war sie zudem von 1992 bis 1993 in der Thema-Reihe zu Nord-Süd-Beziehungen und 1999 in der Reihe Cinquième rencontre: les Français zu sehen. Ihr 1993 erschienenes Buch Sans domicile fixe thematisiert Obdachlosigkeit und Armut in Frankreich aus einem afrikanischen Blickwinkel.
Keïta profilierte sich in weiterer Folge als Regisseurin für das Kino beziehungsweise auf Filmfestivals. Ihr Kurzdokumentarfilm Le nerf de la douleur (1999) lief unter anderem am panafrikanischen Filmfestival FESPACO in Ouagadougou. Mit Une journée à l’école Gustave Doré (2000), Les états généraux de la Psychanalyse (2001) und J’ai fait le rêve (2003) folgten weitere dokumentarische Regiearbeiten. Sie gründete mit Sonrhay Empire Productions ihr eigenes Filmproduktionsunternehmen, dessen Name sich auf das im 16. Jahrhundert untergegangene Songhaireich bezieht. Ihren internationalen Durchbruch als Filmregisseurin hatte Rahmatou Keïta mit ihrem ersten abendfüllenden Dokumentarfilm Al’lèèssi ... Une actrice africaine aus dem Jahr 2003, an dem sie seit 1998 gearbeitet hatte. Im Film wird anhand des Lebens der Schauspielerin Zalika Souley die Glanzzeit und der Niedergang der nigrischen Filmindustrie geschildert. Al’lèèssi ... Une actrice africaine war auf der Berlinale 2004, den Filmfestspielen von Cannes 2005 und weiteren bedeutenden Filmfestivals zu sehen. Keïta war 2009 die Ehrenpräsidentin des panafrikanischen Filmfestivals FESPACO. Bei den Filmfestspielen von Cannes 2014 stellte sie ihren Kurzspielfilm Jìn’naariyâ! vor.
2016 veröffentlichte sie ihren Spielfilm Zin’naariya!.
Ihre Tochter Magaajyia Silberfeld ist ebenfalls Regisseurin sowie Schauspielerin.

## Filmografie
- 1999: Le nerf de la douleur
- 2000: Une journée à l’école Gustave Doré
- 2001: Les états généraux de la Psychanalyse
- 2003: J’ai fait le rêve
- 2003: Al’lèèssi ... Une actrice africaine
- 2016: Zin’naariya!

## Schriften
- Antoine Silber, Rahmatou Keïta: Sans domicile fixe. Lattès, Paris 1993, ISBN 2-7096-1211-9.

## Auszeichnungen und Ehrungen
- 7 d’or 1988 (für L’Assiette Anglaise)
- 7 d’or 1989 (für L’Assiette Anglaise)[4]
- Publikumspreis, Black Movie Festival Genève 2004 (für Al’lèèssi ... Une actrice africaine)
- Bester Dokumentarfilm, Festival Vues d’Afrique Montréal 2004 (für Al’lèèssi ... Une actrice africaine)[8]
- Ritterkreuz des Verdienstordens Nigers (2019)[9]